# Lomgölen (Målilla socken, Småland)
Lomgölen är en sjö i Hultsfreds kommun i Småland och ingår i Emåns huvudavrinningsområde.